# Landolf Ier de Capoue
Landolf Ier de Capoue  (né vers  795 - mort en  843 ), surnommé « le Vieux ou l'Ancien », il est le premier gastald de Capoue de cette illustre lignée dite des Landulfides qui dirige la principauté de Capoue jusqu'en 1058. Selon la Chronique, il  règne  sur la  vieille cité de Capoue pendant vingt-cinq années et quatre mois puis sur la  Nouvelle Capoue une  autre année et huit mois. Le chroniqueur Erchempert, le décrit comme « un homme très belliqueux » (latin vir bellicosissimus).

## Biographie
Landolf est le fils d'un certain Lando et de son épouse inconnue. Il serait devenu gastald de Capoue vers 815 selon la chronologie de la chronique. En 839, selon la « Chronica Sancti Benedicti Casinensis »;  Landolf prend  l'initiative de libérer Siconolf de Salerne, le frère emprisonné à Tarente du prince Sicard de Bénévent assassiné par des conjurés. Il soutient  ensuite Siconolf dans sa guerre contre l'usurpateur Radelchis et lorsque Siconolf  est  proclamé prince de Salerne, Landolf reçoit alors Capoue avec la  vallée du Liris Teano et Sora comme domaine.
Landolf avait initialement  combattu pour Sicard contre le duché de Naples dans ses premières années, mais il  conclut un traité de paix avec les Napolitains afin d'être en mesure d'entrer pleinement en guerre contre Radelchis .
Lors de la guerre civile entre les prince lombards Radelchis fait appel à  des mercenaires sarrasins qui  saccagèrent Capoue en 841. Les ruines de cette ville sont tout ce qui reste de l' « antique Capoue » (c'est-à-dire Santa Maria Capua Vetere). Landolf fonde l'actuelle Capoue, dite « Nouvelle Capoue », sur la colline à proximité Triflisco, qu'il fortifie sous le nom de « Rebelopolis », selon le « Chronicon Salernitanum ». C'est à partir de là où il règne un an et huit mois que le chroniqueur détermine l'année de son décès probablement en 843. Il semble que, à la fin de sa vie, il s'était attribué le  titre  comtal. Selon le chroniqueur sur son lit de mort il recommande à ses quatre fils d'empêcher de tout leur pouvoir « la réconciliation entre Bénévent et Salerne ».

## Postérité
Landolf Ier épouse une fille anonyme du Comte Rotfrit dont il aura quatre fils qui joueront un rôle dominant en Italie du sud au cours des décennies suivantes : 
- Lando, qui lui succède ;
- Pando, « marepaphias » de Salerne et plus tard comte de Capoue ;
- Landenolf, le premier à s'établir à Teano ;
- Landolf II, qui devient à la fois évêque et comte de Capoue.